# منطقه یک شیمانه
منطقه یک شیمانه (انگلیسی: Shimane 1st district)، یکی از حوزه‌های انتخابیه مجلس نمایندگان (ژاپن) در دایت ملی است.